# Cartierul Negoiu, Făgăraș
Negoiu este un cartier al Municipiului Făgăraș din județul Brașov, Transilvania, România.